# Bayerischer Platz (métro de Berlin)
Bayerischer Platz est une station des lignes 4 et 7 du métro de Berlin, dans le quartier de Schöneberg. La station en dessous de la place du même nom est, comme les autres stations du quartier, ouverte en décembre 1910. Elle dessert la ligne 7 depuis 1970. Les deux stations sont conçues comme des plates-formes centrales souterraines.

## Histoire
La station est créée lors de l'arrivée du métro à Schöneberg pour relier Neuer Westen et le Bayerisches Viertel. La station dessinée par Johannes Kraaz est construite en 1909-1910. Il pose à l'entrée sud un pergola en raccord avec le square dessiné par Fritz Encke. L'entrée nord est tracé aussi comme un pergola avec des piliers en pierre et des treillis en fer forgé. En 1956, elle est déplacée pour accéder à la Grunewaldstraße. Selon les plans de Rainer G. Rümmler, la nouvelle entrée, qui comprend l'intégration de la ligne 7, est bâtie entre 1968 et 1970. Celle-ci est détruite en juillet 2013.
Le vestibule nord conserve largement son architecture d'origine. Les murs sont carrelés bleu, les cages d'escalier sont revêtus de calcaire coquillier. Les murs de la plate-forme de la ligne 4 sont carrelés en blanc et bleu, avec des panneaux publicitaires.
Lors d'un bombardement le 3 février 1945, plusieurs projectiles atteignent la station. Il y alors deux trains, 63 personnes meurent.
L'actuelle station est ouverte le 29 janvier 1971. Avec la ligne 7, les habitants de Neukölln peuvent aller à Neuer Westen. Les couleurs de la plate-forme de la ligne 7 reprennent les couleurs blanc et bleu du drapeau bavarois. Elle ressemble ainsi aux stations Eisenacher Straße et Walther-Schreiber-Platz.
Au printemps 2013, une frise raconte l'histoire du quartier avant et après la Seconde Guerre mondiale.
En 2013, la Berliner Verkehrsbetriebe décide de reconstruire les entrées de la station. Fin mai, la destruction de l'ancienne entrée est faite. En outre, on installe deux ascenseurs. La BVG investit 2,2 millions d'euros dans la transformation, les surfaces d'exposition à l'étage supérieur sont financées par des fonds de la Fondation de la loterie allemande de Berlin.

## Correspondances
La station de métro est en correspondance avec la ligne nocturne N7.